# Kontrastmedel
Kontrastmedel eller kontrastmedium är ett ämne som används för att öka kontrasten hos strukturer eller vätskor i kroppen vid medicinsk avbildning. Kontrastmedel absorberar eller förändrar extern elektromagnetism eller ultraljud, vilket skiljer sig från radiofarmaceutika, som själva avger strålning. I röntgenstrålar ökar kontrastmedel radiodensiteten i en målvävnad eller struktur. Vid magnet-resonans-tomografi förkortar kontrastmedel (eller i vissa fall ökar) tiden för kärnor i kroppsvävnadens atomer och joner att återställas, vilket förändrar kontrasten i bilden.
Olika typer av mekanismer för att skapa kontrast i bilden används vid olika bildgivande metoder (modaliteter). Kontrastmedel kan kategoriseras som positiva eller negativa beroende på hur de bidrar till att skapa kontrast i bilden. Något förenklat ger positiva en högre intensitet (ljusare bild) och negativa en lägre intensitet (mörkare bild).

## Röntgenkontrastmedel

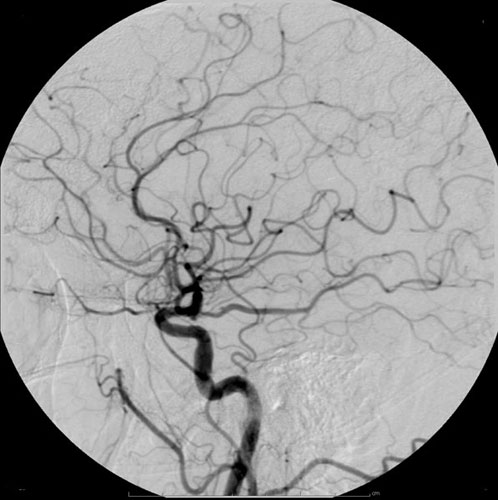
Hjärnans kärl avbildade med digital subtraktionsangiografi (DSA) efter intraarteriell tillförsel av jodkontrastmedel.

Röntgenundersökningar har som gemensamt att joniserande strålning används för att avbildning och inkluderar bland annat modaliteterna genomlysning, slätröntgen, angiografi och datortomografi.

### Positiva röngenkontrastmedel
Gemensamt för dessa är att de har höga atomnummer och därför attenuerar röntgenstrålning i större omfattning än omgivande vävnader.

#### Joderade kontrastmedel
ATC-kod: V08A
Joderade kontrastmedel utgörs av olika varianter av molekyler bestående av jodatombärande bensenringar. De är vattenlösliga och utsöndras i huvudsak via njurarna samt diffunderar vid intravasal injektion ut i extracellulärrummet. Joderade kontrastmedel kan användas både intravasalt och för undersökning av olika kroppshålor (t.ex. urinblåsan) samt mag-tarmkanalen. Exempel på substanser som används kliniskt är johexol, jodixanol och jomeprol. Olika koncentrationer av jodkontrastmedel används beroende på undersökning och klinisk frågeställning. Kommersiellt tillgängliga koncentrationer finns i spannet 140–400 mg jod/mL, där de högsta i regel endast används för intravasalt bruk och då uteslutande administreras med autoinjektorer.
| Undersökning                             | Undersökning                                                   | Mängd  | Mängd  | Kommentarer                                                                                |
| ---------------------------------------- | -------------------------------------------------------------- | ------ | ------ | ------------------------------------------------------------------------------------------ |
| DT hjärna (parenkymfas, efter 4 minuter) | DT hjärna (parenkymfas, efter 4 minuter)                       | 85 mL  | 85 mL  | DT hjärna utan kontrastmedel är oftast tillräckligt för att besvara akuta frågeställningar |
| DT thorax                                | Standard (venfas efter 70 s)                                   | 55 mL  | 55 mL  | Parenkymala lungförändringar kan oftast bedömas utan kontrastmedel                         |
| DT thorax                                | Lungemboliprotokoll                                            | 45 mL  | 45 mL  | Benämns ibland även DT lungartärer                                                         |
| DT buk                                   | Standard (venfas efter 70 s)                                   | 85 mL  | 85 mL  | Används rutinmässigt vid akut buk-frågeställningar                                         |
| DT buk                                   | Pankreas och lever (senartärfas efter 20 s, venfas efter 70 s) | 130 mL | 130 mL | Används vid misstanke om pankreasmalignitet                                                |
| DT aorta                                 | DT aorta                                                       | 60 mL  |        |                                                                                            |

#### Bariumsulfat
ATC-kod: V08BA
Bariumsulfat (BaSO4) är ett salt av barium och svavelsyra och är till skillnad från de joderade kontrastmedlen inte vattenlösliga. Det används därför endast vid undersökningar av mag-tarmkanalen, till exempel genomlysning av matstrupen. Bariumsulfat attenuerar röntgenstrålning i större omfattning per volymenhet än joderade kontrastmedel. Det gör det samtidigt olämpligt för användning vid datortomografiundersökningar på grund av stråkartefakter som kan försvåra diagnostiken. För närvarande finns inget bariumsulfatpreparat registrerat i Sverige (Mixobar® Colon avregistrerades 2019-01-31).

### Negativa röntgenkontrastmedel
Gemensamt för dessa är att de attenuerar röntgenstrålning i mindre omfattning än omgivande vävnader. Det vanligast använda är koldioxid som kan tillföras intravasalt i samband med angiografiundersökningar då den löser sig i blodet och försvinner med utandningsluften (vanlig rumsluft skulle i denna kontext ge luftembolier). Koldioxid kan även administreras per rectum för att spänna upp tjocktarmen vid röntgenundersökningar av densamma.

## Kontrastmedel vid magnetkameraundersökningar

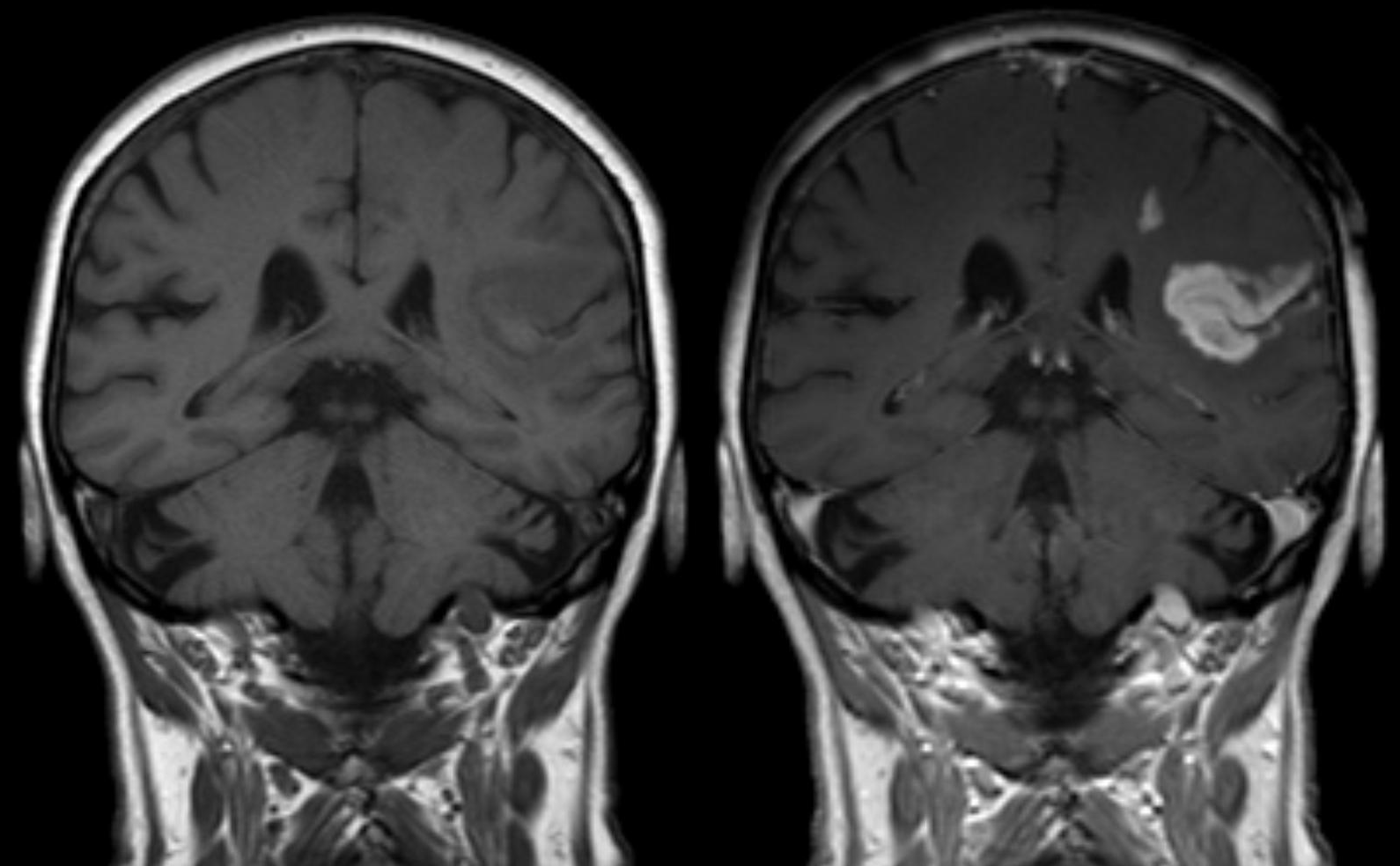
Avbildning av hjärnan (T1-viktade sekvenser, koronarsnitt) före och efter tillförsel av gadoliniumbaserat kontrastmedel: En defekt blod-hjärnbarriär i vänster storhjärnhemisfär efter en infarkt renderar kontratuppladdning.

Vid magnetkameraundersökningar (MR) används kontrastmedel som till skillnad från röntgenkontrastmedel indirekt ger upphov till signalskillnader genom växelverkan mellan vävnadens protoner och kontrastmedlet. I kontrastmedelssammanhang är begreppet relaxivitet centralt, vilket är ett mått på ett kontrastmedels förmåga att vid en given koncentration minska relaxationstiderna T1 och T2. Endast gadoliniumbaserade kontrastmedel finns för närvarande registrerade för intravasalt bruk i Sverige.

### Gadoliniumbaserade kontrastmedel
ATC-kod: V08BC
Gadolinium är ett grundämne som i sig självt är toxiskt, varför det vid medicinsk diagnostik används i kelerad form. Gadolinium är paramagnetiskt, vilket betyder att det endast har magnetiska egenskaper i närvaron av ett externt magnetfält. Gadoliniumbaserade kontrastmedel används i regel för intravasalt bruk men kan också användas för intraartikulärt bruk (i leder) och då i utspädd form (vanligtvis i koncentrationen 2 mmol/L). Samtliga registrerade gadoliniumbaserade kontrastmedel är vattenlösliga och diffunderar vid intravasal injektion ut i extracellulärrummet samt utsöndras via njurarna. Kontrastmedlen gadoxetinsyra och gadobensyra tas även upp av hepatocyter (leverceller) och utsöndras via gallan och kan därför tillföra extra information vid scanning av lever och gallvägar. Gadoliniumbaserade kontrastmedel är i regel att betrakta som positiva (d.v.s. ökar signalen och därmed intensiteten i bilden). Vid höga koncentrationer blir dock effekten den motsatta och signalen släcks ut. För alla extracellulära kontrastmedel är en normal dos 0,1 mmol/kg kroppsvikt, som vid vissa undersökningar dubbleras till 0,2 mmol/kg kroppsvikt.
|               | Joniska                       | Icke-joniska            |
| ------------- | ----------------------------- | ----------------------- |
| Linjära       | Gadopentetsyra, gadoxetinsyra | -                       |
| Makrocykliska | Gadotersyra                   | Gadoteridol, gadobutrol |

Små mängder gadolinium har noterats kvarstå i hjärnvävnad efter intravasal tillförsel (detta i högre grad för linjära än makrocykliska kontrastmedel). Långtidseffekterna av denna inlagring är okänd, varför den europeiska läkemedelsmyndigheten (EMA) har rekommenderat att användningen av linjära kontrastmedel skall upphöra. På grund av detta finns nu endast två linjära kontrastmedel registrerade; gadopentetsyra (endast för intraartikulärt bruk) samt gadoxetinsyra (endast för leverscanning). Gadoliniumbaserade kontrastmedel ökar vid intravasal tillförsel också risken för det sällsynta men allvarliga tillståndet nefrogen systemisk fibros (NSF), och då företrädesvis hos patienter med gravt nedsatt njurfunktion inklusive dialyspatienter. Olika substanser delas in i riskgrupper för att utvecklas NSF beroende på deras termodynamiska och kinetiska egenskaper. Samtliga registrerade makrocykliska subbstanser faller inom lågriskgruppen. Gadopentetsyra tillhör gruppen med hög risk och gadoxetinsyra gruppen med måttlig risk.

### Övriga MR-kontrastmedel
Intestinala kontrastmedel finns i form av blandningar av makrogol och elektrolyter (används för tarmrengöring). Makrogol håller kvar vätska i tarmen genom osmotisk effekt, vilket i sin tur ger hög signal på T2-viktade bilder och en låg signal på T1-viktade bilder. Även ananasjuice kan på grund av sitt höga innehåll av mangan (med paramagnetiska egenskaper) användas som negativt kontrastmedel för att släcka ut signalen från magsäck och tarmar vid gallvägsundersökningar. För närvarande finns inget superparamagnetiskt (både paramagnetiska och ferromagnetiska egenskaper) kontrastmedel registrerat i Sverige efter att järnoxidpreparatet Endorem avregistrerades 2011.

## Utraljudskontrastmedel

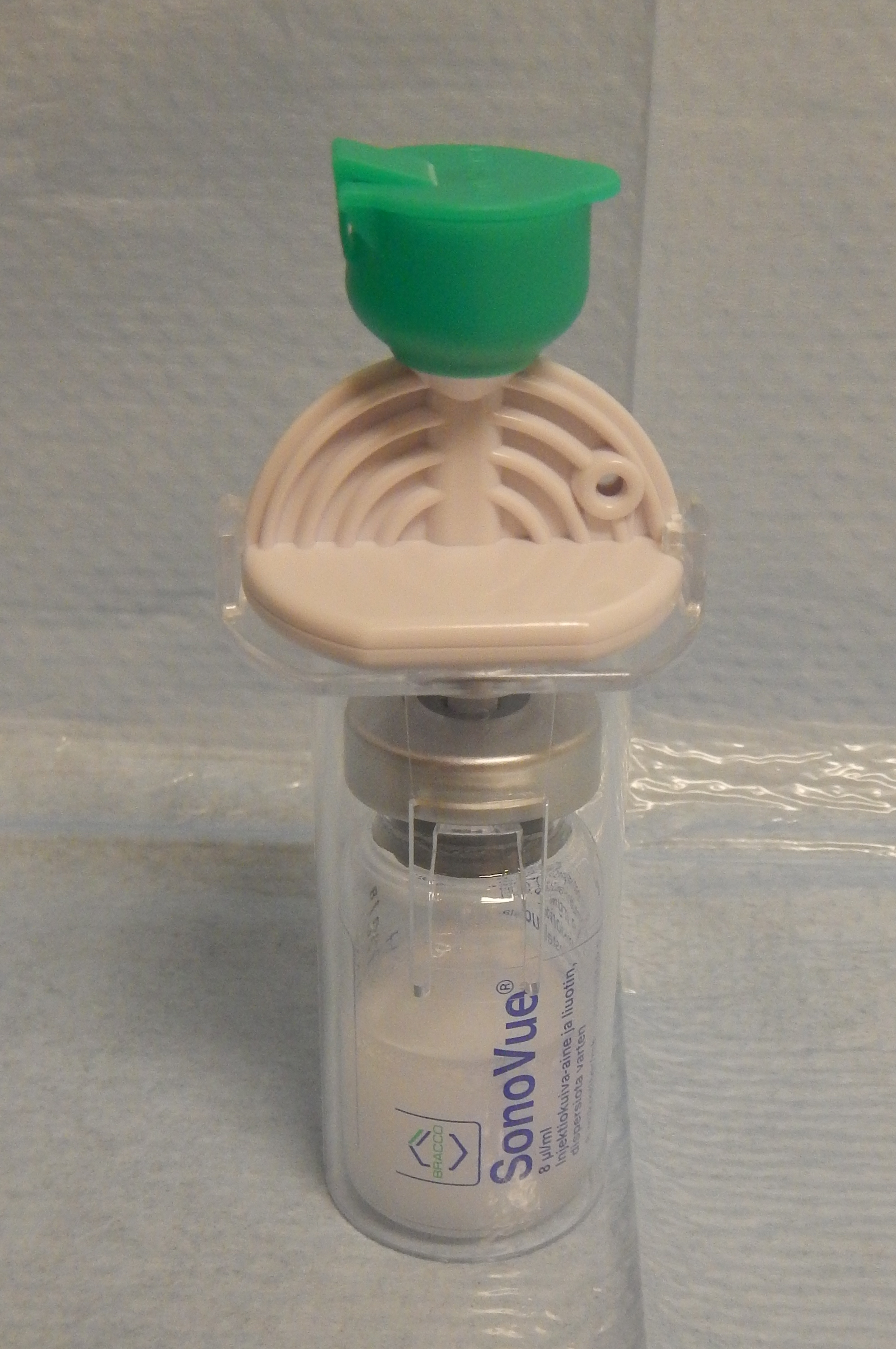
En flaska med ultraljudskontrastmedlet svavelhexafluorid i suspenderad form redo för intravasal injektion

ATC-kod: V08D
Ultraljudskontrastmedel består av mikrobubblor av inerta gaser lösta i koksaltslösning. Kontrastverkan uppstår på grund av skillnader i gränsytor mellan vävnader med olika akustiska egenskaper, då mikrobubblorna har andra egenskaper sin omgivning vilket ger förstärkta signaler. Till skillnad från de intravasala kontrastmedel som används vid DT- och MR-undersökningar är ultraljudskontrastmedel så kallade blood pool agents (BPA), vilket gör att de efter injektion inte lämnar blodbanan. Detta beror på dess storlek, där mikrobubblorna av kontrastmedlet svavelhexafluorid i genomsnitt är 2,5 μm vilket ligger nära de röda blodkropparnas storlek om i genomsnitt 7-8 μm. Detta betyder att där kontrastmedlet kan detekteras efter intravasal injektion finns genomblödning. Doserna är relativt kontrastmedel för andra modaliteter försvinnande små (vanligtvis 1-3 mL kontrastmedelslösning som innehåller i storleksordningen mikrolitermängder av gasbubblor). Gaserna försvinner via utandningsluften och påverkar inte njurfunktionen, varför de går utmärkt att använda även hos patienter med nedsatt njurfunktion.